# Danh sách album đứng đầu bảng xếp hạng Gaon Album Chart năm 2014
Bảng xếp hạng Album (Gaon Chart) là bảng xếp hạng đánh giá những album hay nhất ở Hàn Quốc. Dữ liệu được thu nhập hằng tuần bởi Hiệp hội âm nhạc Hàn Quốc. Nó bao gồm bảng xếp hạng tuần, được mở từ Chủ nhật đến thứ bảy, và bảng xếp hạng hằng tháng.

## Bảng xếp hạng tuần
| Cuối tuần  | Album                         | Nghệ sĩ       |
| ---------- | ----------------------------- | ------------- |
| 4 tháng 1  | Rain Effect                   | Rain          |
| 11 tháng 1 | Tense                         | TVXQ          |
| 18 tháng 1 | Who Am I                      | B1A4          |
| 25 tháng 1 | WWW: Removing Makeup          | Jaejoong      |
| 1 tháng 1  | Who Am I                      | B1A4          |
| 7 tháng 2  | First Sensibility             | B.A.P         |
| 15 tháng 2 | SM the Ballad Vol. 2 – Breath | SM the Ballad |
| 22 tháng 2 | Beep Beep                     | BtoB          |

## Bảng xếp hạng tháng
| Tháng   | Album | Ca sĩ | Bán ra  |
| ------- | ----- | ----- | ------- |
| Tháng 1 | Tense | TVXQ  | 194,198 |

## Liên kết
- Gaon Charts - Trang chủ chính thức (tiếng Hàn)